# Rampage - Attacco al Presidente
Rampage - Attacco al Presidente (Rampage: President Down) è un film del 2016 diretto da Uwe Boll.
Si tratta del terzo film di una serie che comprende anche Rampage (2009) e Rampage - Giustizia capitale (2014).
È l'ultimo film diretto dal regista Uwe Boll prima del suo ritiro, avvenuto nel 2016. In Italia il film è arrivato il 4 aprile 2020 tramite la piattaforma di Amazon Prime.

## Trama
Bill Williamson torna e uccide il Presidente degli Stati Uniti d'America e altre due personalità del governo. Due detective, Molokai e Jones, mettono insieme una squadra per cercare di fermarlo.
Bill ha sviluppato una rete intorno a sé, una setta che è infiltrata ovunque nella società, sembra anche all'interno degli uomini che lavorano con i due detective che gli danno la caccia. I video su internet con le sue rivendicazioni creano discussioni anche tra i detective, tra chi lo condanna senza mezzi termini e tra chi pur condannando i suoi modi criminali sembra quasi essere in accordo con le sue posizioni.
Bill ha anche iniziato una relazione con una donna, Crystal, che condivide le sue posizioni e dalla quale ha avuto un figlio. Bill sfida i due detective rivelando loro tramite una mail che non solo li segue e li spia dall'inizio dell'indagine ma che conosce anche le loro famiglie minacciando di morte queste se i due non lo attaccheranno con tutti i migliori uomini che hanno a disposizione per un duello. Con un numero molto esiguo di uomini in quanto il paese ha dato la colpa dell'attentato all'ISIS e l'opinione pubblica non potrebbe reggere una nuova verità.
Prima dello scontro dissemina di trappole dove ha costruito il suo rifugio e dà un dvd alla sua donna con l'accordo che lo faccia vedere al bambino quando sarà abbastanza grande per capire il perché delle sue azioni.
Bill viene raggiunto nei pressi del suo rifugio dagli agenti e nello scontro muoiono molti agenti di polizia, della SWAT e dell'FBI ma il detective Jones cade riuscendo a ferire gravemente Bill che, accasciatosi contro un albero viene raggiunto dal detective Molokai ferito anch'egli in modo grave e in procinto di morire, muore poco prima dell'agente dopo che la pistola di quest'ultimo si rivela scarica.
La compagna di Bill guarda il dvd che questi gli ha dato per il figlio mentre i telegiornali informano della morte del terrorista Williamson e annunciano che ci sono delle rivolte in tutto il Paese in molti casi proprio in quartieri ricchi dove la gente spara proprio ai privilegiati, lasciando intendere quindi che gli adepti di Bill sono entrati in azione.
La giornalista in televisione dà la notizia che l'ex presidente Bush è morto in seguito alle ferite riportate in un attacco e che sono morti anche personaggi dello spettacolo come Rihanna, Britney Spears, Taylor Swift e capi d'azienda come Mark Zuckerberg e il CEO di Microsoft. Crystal, piangendo di rabbia, spezza il dvd di Bill in dubbio se nell'intento di proteggere il bambino dalla memoria del padre oppure perché delusa dall'uomo che nel video per il bene del figlio lei ritiene tradisca i suoi ideali.
Dei seguaci di Bill fanno il loro ingresso armati nello studio televisivo, uno di questi prima spara ad una guardia di sicurezza, poi alla giornalista e infine punta un mitra contro lo schermo dicendo "Bill Williamson ha cambiato la mia vita. Questo è per lui." e spara alla telecamera spegnendola.